# Boophis haingana
A Boophis haingana a kétéltűek (Amphibia) osztályába, a békák (Anura) rendjébe és az aranybékafélék (Mantellidae) családjába tartozó faj.

## Előfordulása
A faj Madagaszkár endemikus faja. A sziget délkeleti részén, az Andohahela Nemzeti Parkban, 600–1500 m-es magasságban honos.

## Megjelenése
Kis termetű békafaj. A hímek testhossza 25–28 mm. Háti bőre sima, márványos barna vagy szürkés, apró vörös pettyekkel. Hasa fehér, combjának hasi oldala fehér, lábszára, lába, lábfeje, úszóhártyái mély vörösek. 